# Libretto di risparmio
Il libretto di risparmio (LdR) o deposito a risparmio (DR) è un supporto cartaceo fornito dalle banche dopo l'apertura di un deposito a risparmio. Al suo interno vengono riportate tutte le operazioni contabili effettuate dal cliente (prelievi, versamenti) o dalla banca per conto proprio (interessi o spese) o di terzi (accredito della pensione, imposta di bollo).

## Descrizione
A differenza di un normale conto corrente, il libretto di risparmio ha una operatività molto limitata. Alcune banche offrono comunque un minimo garantito di servizi, quali l'accredito della pensione o il rilascio di una carta di debito utilizzabile in qualunque sportello bancomat. Sul libretto di risparmio non è possibile, mai e in alcun modo, prelevare più di quanto versato e quindi avere un saldo in negativo o debitore (andare in rosso).
I libretti di risparmio si distinguono tra nominativi e al portatore. I primi sono associati a soggetti (persone fisiche e persone non fisiche) e ammettono la cointestazione di più soggetti e consentono l'apertura di deleghe, i secondi teoricamente non sono collegati a uno o più soggetti e potrebbero quindi essere adoperati da chiunque ne detenga il possesso (dal 4 luglio 2017 viene impedito il rilascio di nuovi libretti al portatore, facendo seguito a una direttiva del 2015, mentre quelli in essere avranno dovuto esser estinti entro fine 2018); in realtà ciò non sussiste perché le banche devono identificare e censire il o i soggetti che lo hanno inizialmente acceso ed, ogniqualvolta lo esibisca un soggetto diverso, esso viene identificato e censito come attuale portatore. Per ogni cambio di portatore il possessore precedente e il possessore attuale devono presentare alla banca cui è stato esibito, entro 30 giorni, una dichiarazione di cessione firmata sia dal cedente (precedente possessore) che dal cessionario (attuale possessore), a pena per entrambi di sanzione amministrativa da parte del Ministero dell'economia e delle finanze. 
Per la normativa primaria di contrasto al riciclaggio i libretti al portatore non possono avere un saldo uguale o superiore a 1.000 euro (D.lgs. 231 del 21 novembre 2007 e s.m.i.). Se la cifra è già stata superata occorre estinguere il conto e passare a libretto nominativo, onde evitare di incorrere in sanzioni da parte del Ministero dell'economia e delle finanze.